# 1413
1413 (MCDXIII) a fost un an comun al calendarului iulian, care a început într-o zi de duminică.